# Digital Noise Alliance
Digital Noise Alliance è il sedicesimo album in studio del gruppo musicale statunitense Queensrÿche, pubblicato nel 2022.

## Tracce
1. In Extremis – 4:41
2. Chapters – 3:43
3. Lost in Sorrow – 5:12
4. Sicdeth – 4:42
5. Behind the Walls – 6:41
6. Nocturnal Light – 5:43
7. Out of the Black – 4:19
8. Forest – 4:46
9. Reams – 3:48
10. Hold On – 4:56
11. Tormentum – 7:29
12. Rebel Yell (cover di Billy Idol) – 4:48

## Formazione
- Todd La Torre – voce
- Michael Wilton – chitarra
- Mike Stone – chitarra
- Eddie Jackson – basso
- Casey Grillo – batteria